# Armatilla de Abajo
Armatilla de Abajo (en asturiano y oficialmente Armatía de Baxo) es una casería de la parroquia de Olloniego, perteneciente a concejo de Oviedo (España).
Se celebra la festividad de Ntra. Sra. de Armatilla, días próximos al 9 de septiembre, (fiesta campestre).

## Población
12 hab., según estadística de (INE año 2004).